# Grevelingendam
El dic de Grevelingen (Grevelingendam) amb una longitud de 6 quilòmetres forma part del Pla Delta i es va començar a construir en 1958 i va quedar llest en 1965, set anys després. L'ús de pous de fonamentació no era apte per a aquesta obra, així que es va haver de emprar una tècnica revolucionària per a una part del dic. A través de l'ús de telefèrics les cabines varen dipositar grans blocs de ciment a l'aigua. Per a la resta de la presa es van utilitzar tècniques ja existents, com l'abocament de sorra i l'enfonsament de pous de fonamentació.
A més aquest dic és especial per una altra raó, facilitar la construcció dels dics de Haringvliet, Brouwers i la barrera del Oosterschelde.

## Les tres parts del dic
El dic el podem dividir en tres parts ben diferenciades, d'Est a Oest: La més oriental que és llarga i plana, la central on hi havia un illot anomenat Oude-Tonge amb una altura de 0 metres respecte al NAP (nivell normal de l'aigua a Àmsterdam), i la part més occidental que és més profunda i més curta. Cada part va ser construïda amb una tècnica diferent, primer es pujaria l'illot d'Oude-Tonge utilitzant sorra del fons. Després d'això, la part profunda i més curta es tancaria amb pous de fonamentació. Finalment, la part més llarga i plana es tancaria utilitzant un telefèric per dipositar blocs de ciment en el fons. Per completar, es construiria un pont amb una resclosa.
 
L'elevació de l'illot d'Oude-TongeLa es va elevar el 1957. Es va formar un banc de sorra prou gran perquè pogués servir com a punt de partida per a la construcció del dic de Grevelingen. El banc de sorra va dividir al Grevelingen en dos corrents diferents.
 
Cap al costat de Schouwen-Duiveland, la part occidental, el canal només mesurava 600 metres d'ample, però tenia 20 metres de profunditat. En aquesta part, el corrent era més fort que a la part oriental, on l'obertura mesurava més d'un quilòmetre d'ample. Mentre s'elevava l'illot de Oude-Tonge es va omplir la part occidental per així reduir la profunditat a un màxim de cinc metres. Després els pous de fonamentació que s'havien construït a mida van ser col·locats al canal.
 
Després de tancar els 600 metres des Schouwen-Duiveland cap a l'illot de Oude-Tonge, quedava encara per tancar una obertura d'un quilòmetre. En comptes d'utilitzar pous de fonamentació es va decidir utilitzar un telefèric el qual dipositària grans blocs de ciment. La raó per la qual no es van utilitzar els pous de fonamentació era perquè l'obertura era massa ampla.

## El telefèric
Les cabines que penjaven del cable tenien xarxes connectades carregades amb sorra, ciment, formigó i blocs. Cada una pesava 100 tones i podia transportar 10 tones de pedra, a més, cadascuna tenia un motor independent i el seu propi xofer. La velocitat màxima de cada cabina era de 32 quilòmetres per hora, però la velocitat mitjana era de 18 quilòmetres per hora. Aquestes velocitats es van adquirir amb un motor de 200 a 240 cavalls de força. Cada cabina tardava vint minuts per recórrer la distància entre l'estació de càrrega al lloc on havien de dipositar el material. Sempre havia almenys deu cabines al cablejat i en conjunt dipositaven 300 tones de material cada hora. En total es necessitaven 190.000 tones de material.
Les cabines començaven el seu trajecte a l'illot d'Oude-Tonge. La xarxa que penjava sota de la cabina es baixava en una plataforma de càrrega on un camió abocava les pedres. Un cop llesta, la xarxa s'ajustava a la cabina.

## La resclosa
En acabar el dic es va construir, al costat occidental d'aquest, una resclosa la qual permetria el pas de vaixells de pesca, de recreació i costaners. També s'havia d'utilitzar aquesta resclosa per a la construcció del dic de Browers, motiu pel qual la resclosa havia de tenir 135 metres de llar per 16 d'amble i una profunditat de 5,5 metres per sota del nivell del mar. La resclosa es va construir amb formigó reforçat. Les comportes estaven fetes d'acer perquè tenien una superfície gran.

## El pont
A la part central del dic es va construir un pont que mesurava una mica més de 11 metres d'ample: 8 metres per al trànsit de vehicles i 3,25 metres per a la circulació ciclista incloent la vorera. La part de sota del pont es va col·locar a 6,5 metres per sobre del nivell de l'aigua perquè no s'hagués de obrir el pont per al trànsit marítim.

## Fons
«El dique de Grevelingen (Grevelingendam)» (en espanyol), 2004. Arxivat de l'original el 2017-10-13. [Consulta: 24 juliol 2017].